# 328 (numero)
Trecentoventotto (328) è il numero naturale dopo il 327 e prima del 329.

## Proprietà matematiche
- È un numero pari.
- È un numero composto.
- È un numero difettivo.
- È la somma dei primi 15 numeri primi consecutivi (328=2+3+5+7+11+13+17+19+23+29+31+37+41+43+47).
- È un numero palindromo nel sistema di numerazione posizionale a base 3 (110011), a base 7 (646) e in quello a base 9 (404).
- È parte delle terne pitagoriche (72, 320, 328), (246, 328, 410), (328, 615, 697), (328, 1665, 1697), (328, 6720, 6728), (328, 13446, 13450), (328, 26895, 26897).
- È un numero rifattorizzabile in quanto divisibile per il numero dei propri divisori.

## Astronomia
- 328P/LONEOS-Tucker è una cometa periodica del sistema solare.
- 328 Gudrun è un asteroide della fascia principale del sistema solare.

## Astronautica
- Cosmos 328 è un satellite artificiale russo.